# جان بريفوست
جان بريفوست هو محامي وصحفي وسياسي كندي، ولد في 17 نوفمبر 1870 في ميرابيل في كندا، وتوفي في 21 يوليو 1915 في مونتريال في كندا بسبب سرطان. حزبياً، نشط في حزب كيبيك الليبرالي. وقد انتخب عضو الجمعية الوطنية في كيبك ‏.